# Hippeastrum traubii
Hippeastrum traubii là một loài thực vật có hoa trong họ Amaryllidaceae. Loài này được (Moldenke) H.E.Moore mô tả khoa học đầu tiên năm 1963.